# ブーツィー・コリンズ
ブーツィー・コリンズ（William "Bootsy" Collins、本名 ウィリアム コリンズ William Collins、1951年10月26日 - ）は、アメリカ合衆国のミュージシャンでベーシスト、ボーカリスト。オハイオ州シンシナティー生まれ。ジェームス・ブラウンのバックバンドJBズや、Pファンクの主要メンバーの一人として活躍し、ファンクの代表的なベーシストの一人である。
2020年、ローリング・ストーン誌が選んだ「史上最高のベーシスト50選」で第4位。

## 来歴
ブーツィーという名は幼少時に母親がつけたあだ名である。
「ブーツィー」は1930年代半ばに黒人漫画家オリー・ハリントン (Ollie Harrington) がアムステルダム・ニュース紙上に書いたひとこま漫画の主人公である。
ブーツィーは8歳の頃から、7歳上の兄フェルプス・"キャットフィッシュ"・コリンズを真似て、ギターを弾きはじめた。兄と同じように、ギターもベースも弾いていたが、地元のクラブで演奏するために兄のギターにあわせてベースを演奏するようになった。14歳（1966年）頃から地元シンシナティのスタジオミュージシャンとして音楽活動を開始した。1967年、ブーツィーは、フィリップ・ウィン（ボーカル）と出会い、フェルプス・"キャットフィッシュ"・コリンズ（ギター）、フランキー・キャッシュ・ワディ（ドラム）、ロバート・マッカラウ（テナーサックス）、クレイトン・"チキン"・ガネルズ（トランペット）とともにバンドを組んで演奏するようになった。このバンドは最初”ペースセッターズ ”(Pacesetters) と名乗ったが、この名前のバンドがすでに存在したことから、ペースメイカーズ (Pacemakers) に名前を変更した。シンシナティでバンドの売り込みをはかっていたが、やがてこのバンドはジェームス・ブラウンの目にとまり、ブラウンのバックを務めることとなった。

### ジェームス・ブラウン、JBズ
1970年、ジェームス・ブラウンのバックバンドが待遇改善を求めてストライキをおこした際、代役としてペースメイカーズが突如呼ばれ、リハーサルもなしにステージに立つこととなった。当時はブーツィは若かったため、当初はブラウンがやたら厳しいのがいやだったという。父親のいないブーツィーにとって、ブラウンは実の父親のようだった。ブラウンは、ブーツィーらの演奏がいかにひどいかを指摘し、何度も何度も練習させた。ブーツィーはブラウンの指摘を理解し、ポジティブな形で彼の指摘を活かすようになった。重責をこなしたブーツィーとフェルプスらは、1971年までの間、ジェームス・ブラウンのバックバンド、JBズとしてジェームス・ブラウンと活動をともにし、ファンクソウルミュージック界の中心に立つこととなった。
JBズのメンバーは、ブーツィー、フェルプス・"キャットフィッシュ"・コリンズ、ボビー・バード（オルガン）、ジョン・スタークス（ドラム）、ジョニー・グリッグス（パーカッション）、ロバート・マッカラウ（テナーサックス）、クレイトン・"チキン"・ガネルズ（トランペット）、ダリー・"ハッサン"・ジャミソン（トランペット）。
それまでリズム隊のメインはドラム、リズムギター、およびホーンで、ベースはハーモニーの低音部であったのに対して、ブーツィーの加入により、ベースが一躍リズム隊のメインに躍り出た。ジェームス・ブラウンはブーツィーのベースをことのほか気に入り、ブーツィーを常にそばにおき、移動の時も（バンドのツアーバスではなく）プライベートジェット機に一緒に乗せていくほどだったという。ブーツィーの在籍時代に、ジェームス・ブラウンは「セックス・マシーン」(1970)、「スーパーバッド」(1970)、「ソウル・パワー」(1971) などの代表的なファンク・ナンバーを生み出した。
しかし、LSD等の薬物使用のため、ブーツィーはステージ上にあってもたびたび幻覚をみるようになった。1971年のある日、自分のベースが蛇に見えたブーツィーは演奏を止めてステージから逃げ出してしまい、ジェームス・ブラウンに解雇された。ブーツィーは、正装でバッキングに徹しなければならないJBズではなく、サイケデリック・ロックのようななサウンド、ビジュアル、ライブがやりたかった。1960年代後半から1970年代前半は、ジミ・ヘンドリックスらのサイケデリック・ロックがブラックミュージックの一部に影響を与え、スライ&ザ・ファミリー・ストーンが、ロック、ソウル、ファンクを融合させて演奏していた時代だった。

### ハウス・ゲスツ〜Pファンク
ブーツィーはデトロイトに移住し、キャットフィッシュ、キャッシュ・ワディとともに、自身のバンド、ハウスゲスツ (The House Guests) を結成した。ハウス・ゲスツ名義ではJB直系ファンク曲の「ワット・ソー・ネバー・ザ・ダンス」がベスト盤に収録されている。ボーカルはペースメイカーズで一緒だったフィリップ・ウィンが担当し、またゲイリー・"マッドボーン"・クーパーも加わった。このバンドで活動中の1972年、スピナーズから誘われ、フィリップ・ウィンはスピナーズに加わった。またファンカデリックを辞めたビリー・ネルソンの代わりのベーシストをさがしていたジョージ・クリントンも、後にパーレットのメンバーとなるマリア・フランクリンの紹介でブーツィーに声をかけた。結局ブーツィーはキャットフッシュとともに、ジョージ・クリントン率いるPファンクに参加した。
Pファンクでは、ファンカデリック1972年発表のアルバム、『アメリカ・イーツ・イッツ・ヤング』で数曲ベースを弾いたが、Pファンクメンバーの薬物使用が頻繁だったためについていけず、また、ブーツィーにとってはファンカデリックの音楽はロックにより過ぎていたため、一時彼らと距離をおき、キャットフィッシュやキャッシュ・ワディらとともにコンプリート・ストレンジャーズ (Complete strangers) の名で地元でバンド活動をした。しかし、パーラメントが1974年に発表したアルバム、『アップ・フォー・ザ・ダウン・ストローク Up for the Down Stroke 』の録音には戻ってきて再びベースを弾いた。そして，親指と人差し指、および手のひら全体を使うスラップ奏法とオートワウ（エンヴェロープフィルター）を使い、その後の彼の代名詞ともなる新しいベースサウンドを生み出すことに成功した。パーラメント1975年発表のアルバム『チョコレート・シティ Chocolate City 』および『マザーシップ・コネクション Mothership Connection 』ではこの彼の新しいベース音を聞くことができる。さらに1975年には、JBズつながりでメイシオ・パーカー（サックス）、フレッド・ウェズリー（トロンボーン）らをPファンクに引き連れてきた。彼らはその後Pファンクに欠かせないホーン陣となった。
また、ジミ・ヘンドリックスのまねをして歌う「ブーツィーボイス」をファンカデリックが1975年に発表したアルバム、レッツ・テイク・イット・トゥー・ザ・ステージ収録の 『ビー・マイ・ビーチ Be My Beach 』で披露した。このブーツィーのヴォーカルとキャラクターを生かすため、1976年にキャットフィッシュ、フレッド、メイシオ、マッドボーン・クーパー（ボーカル）らとブーツィーズ・ラバー・バンドを結成した。バンドは「ストレッチン・アウト・イン」「アイド・ラザー・ビー・ウィズ・ユー」を発表した。ブーツィーは、星形のサングラスをかけ、星形の真っ白いベース（スペース・ベース）を弾き、また「キャスパー」、「ブーツィラ」、「スター・モン」、「ザ・カウント」などのキャラクターを演じる、ユーモアあふれるファンキーなステージアクトを繰り広げた。1984年にはトーキング・ヘッズのジェリー・ハリスンと共に、「ボンゾ・ゴーズ・トゥ・ワシントン」名義で、ロナルド・レーガンの暴言を揶揄する曲「ファイヴ・ミニッツ」をリリースした。
1980年代後半になると、Pファンクの勢いは弱まり、ブーツィーも活動のペースを落とした。プレッシャーや、音楽以外のビジネス面での仕事が嫌で、故郷のシンシナティでゆっくりしていたという。しかしその後もソロアルバムを発表し続けた。1980年代後半から1990年代にはビル・ラズウェルのプロデュースのもと、ロックやハウス的な音楽をやるなど、活動の幅を広げた。セッション・ベーシストとしても活躍し、キース・リチャーズ『トーク・イズ・チープ』（1988年）、久保田利伸『BONGA WANGA』（1990年）等に参加。2006年に最新アルバムを発表、最近では日本の若手インストゥルメンタル・バンドASTERISMの楽曲プロデュースを手掛けるなど（2018年）、2010年代も現役で活動中である。
ベースだけでなく、少し聞くだけで彼のものとわかる、甘くファンキーで目立つ「ブーツィーボイス」は、多くのミュージシャンから客演を求められている。ラスト・ポエッツ、スヌープ・ドッグ、ヴィクター・ウッテンなどのアルバムに参加し、彼独特のファンキーさを振りまいている。
またザップのファーストアルバム（1980年発表）ではプロデューサーとしても活躍した。2002年にも地元であるオハイオ州出身のファンクバンド、フリークベースのプロデュースを行っている。
1997年、パーラメント - ファンカデリックのメンバーとして、ロックの殿堂入りを果たした。また、2007年の映画『スーパーバッド 童貞ウォーズ』の映画音楽をライル・ワークマンとともに担当した。
2010年7月にベース奏者向けファンク大学(Funk University)を創立。オンライン上でベースの演奏指導を受けられる学校である。

## 楽器と奏法、ファッション
星型のサングラス、シェイプが星、色は真っ白、きらきらひかる装飾がついたベース（スペース・ベース）がトレード・マーク。
JBズ時代にはフェンダー製ジャズベースを弾き、ハウスゲスツ時代およびPファンク参加初期には、フェンダー製プレシジョンベースおよびアレンビック社製プリアンプを使用していた。1975年、ブーツィーは白い星形のベース（スペース・ベース）作成をラリー・プレスというクラフトマンに依頼した。このベースはブーツィーズ・ラバー・バンドのファーストアルバムのカバーフォトでみることができる。このベースは1977年に一度盗まれた（翌年シンシナティの質屋でみつかり戻ってきた）ため、同クラフトマンに2号機を作ってもらったが、その後20年以上もメインベースとして使用された。その後他のクラフトショップでスペース・ベースを作成し、2003年にはWashburn社よりブーツィーのシグネイチャーモデルのスペース・ベースが市販され、ブーツィーもこのベースを使用している。
ブーツィーのベースサウンドは、ディストーションとオートワウ（エンヴェロープフィルター）を多用した、歯切れのよい、畳み掛けるようなよくうねるベースである。「ビヨン」「ポヮ」と不思議な音のするオートワウベースは彼が先駆者であり、彼の代名詞である。オートワウは、Musitronics社製のミュートロンIII (Mu-Tron III) を愛用している。

## ディスコグラフィ

### リーダーアルバム

#### ブーツィーズ・ラバーバンド
- ストレッチン・アウト・イン Stretchin' Out in Bootsy's Rubber Band  (Warner Brothers, 1976)
- 神の名はブーツィー Ahh...The Name Is Bootsy, Baby!  (Warner Brothers, 1977)
- ファンキー・オブ・ジ・イヤー Bootsy? Player of the Year (Warner Brothers, 1978)
- Live in Louisville (1978)
- ファンキー・ブーツ This Boot Is Made for Fonk-N  (Warner Brothers, 1979)
- ジャングル・ベース Jungle Bass (4th&Bradway, 1990)

#### ウィリアム・ブーツィー・コリンズ
- ウルトラ・ウェイブ Ultra Wave (Warner Brothers, 1980)
- 灼熱のPファンカー The One Giveth, The Count Taketh Away (Warner Brothers, 1982)

#### ブーツィー・コリンズ
- ホワッツ・ブーツィー・ドゥーイン What's Bootsy Doin'?  (Columbia, 1988)
- フレッシュ・アウタ・'P' Fresh Outta "P" University (WEA, 1997)
- Glory B, Da Funk's On Me! (2001)
- ファンクだよ全員集合!! Play With Bootsy (WEA International, 2002)
- ブーツィ・コリンズの灼熱のファンクリスマス Christmas Is 4 Ever (Shout Factory, 2006)
- Tha Funk Capitol of the World (Mascot, 2011)
- WORLD WIDE FUNK (Mascot, 2017)

#### ブーツィーズ・ニュー・ラバーバンド
- ブラスターズ・オブ・ザ・ユニバース Blasters of the Universe (P-Vine Records / Rykodisc, 1994)
- Keepin' The Funk Alive 4-1995 (Live) (P-Vine Records / Rykodisc, 1995)

#### ズィラトロン
- ロード・オブ・ザ・ハーヴェスト Lord of the Harvest (Rykodisc, 1994)

### 代表的参加アルバム

#### ファンカデリック
- アメリカ・イーツ・イッツ・ヤング America Eats Its Young (Westbound, 1972)
- レッツ・テイク・イット・トゥー・ザ・ステージ Let's Take It to the Stage (Westbound, 1975)

3曲め"Be My Beach"がブーツィーボイス初出。ベースは弾いていない。
- ワン・ネイション・アンダー・ア・グルーヴ One Nation Under A Groove (Priority, 1978)
- アンクル・ジャム・ウォンツ・ユー Uncle Jam Wants You (Priority, 1979)

#### パーラメント
- アップ・フォー・ザ・ダウン・ストローク Up for the Down Stroke (Casablanca, 1974)
- チョコレート・シティ Chocolate City (Casablanca, 1975)
- マザーシップ・コネクション Mothership Connection (Casablanca, 1975)
- ザ・クローンズ・オブ・ドクター・ファンケンシュタイン The Clones Of Dr. Funkenstein (Casablanca, 1976)
- ライヴ!! Pファンク・アース・ツアー Live: P-Funk Earth Tour (Casablanca, 1977)
- モーター・ブーティー・アフェア Motor Booty Affair (Casablanca, 1978)
- グローリィホーラストゥピッド Gloryhallastoopid (Casablanca, 1979)
- トロンビピュレイション Trombipulation (Casablanca, 1980)

#### ジェームス・ブラウン
- イン・ザ・ジャングル・グルーヴ In the Jungle Groove (Polydor, 1986)

1969年 ~ 1971年に録音。
- ライヴ・イン・パリ’71 Love Power Peace. Live At The Olympia, Paris (Universal International, 1992)

#### JBズ
- フード・フォー・ソート Food For Thought (Polydor, 1972)

ブーツィーが参加した1970年発表のシングル曲、The Grunt と These Are the JB's を収録。
坂本龍一 
- ネオ・ジオ (Neo Geo, 1987）

#### 大沢誉志幸
- Serious Barbarian (Epic sony, 1989)

#### 久保田利伸
- ボンガワンガ BONGA WANGA (Sony Record, 1990)

アステリズム
- イグニッション(IGNITION, Tokuma Record, 2018)

#### 映画サウンドトラック
- 2007年映画『スーパーバッド 童貞ウォーズ』：多くの曲にベーシスト・ボーカリストとして参加。